# Trần Đình Long (giáo sư)
Trần Đình Long (sinh 03 tháng 2 năm 1938) là giáo sư, viện sĩ, tiến sĩ khoa học của Việt Nam. Ông quê ở xã Cát Chánh - nay thuộc địa giới xã Cát Tiến, huyện Phù Cát, tỉnh Bình Định, là một nhà khoa học xuất sắc, có nhiều cống hiến cho nền khoa học Việt Nam.. Ông là cha của Tiến sĩ khoa học Trần Hoài Linh.

## Tiểu sử
Năm 16 tuổi (1954) ông tập kết ra Hà Nội và được tuyển chọn để học ở một lớp học đặc biệt dành cho học sinh miền Nam. Khi đang là sinh viên năm thứ ba của khóa 1, khoa Cơ điện trường Đại học Bách Khoa Hà Nội, Trần Đình Long được chọn đi học ở Liên Xô, trường Đại học Năng lượng Matxcova để về làm cán bộ giảng dạy cho trường. Học xong ông về nước giảng dạy và đến năm 1969 ông quay về trường cũ (ở Liên Xô) bảo vệ thành công luận án phó tiến sĩ ngành hệ thống điện. Cũng tại trường này, năm 1974, ông bảo vệ xong luận án tiến sĩ khoa học.

## Chức vụ
1. Giáo sư Trần Đình Long từng là Phó Chủ tịch Hội đồng quản trị Tổng công ty Điện lực Việt Nam [3]. Được phân công làm Trưởng ban soạn thảo Luật Điện lực.
2. Giáo sư Trần Đình Long góp phần đào tạo cho đất nước hàng nghìn kỹ sư, nhiều thạc sĩ và đặc biệt là 10 Tiến sĩ ngành Hệ thống điện.[4]
3. Giáo sư Trần Đình Long Lưu trữ ngày 3 tháng 2 năm 2022 tại Wayback Machine Phó Chủ tịch Hội Điện lực Việt Nam Lưu trữ ngày 26 tháng 12 năm 2021 tại Wayback Machine từ năm 1990 đến nay.

## Danh hiệu
1. Huân chương lao động hạng Ba (1988)
2. Nhà giáo ưu tú (1989)
3. Huân chương lao động hạng Nhất (2000)
4. Anh hùng Lao động thời kỳ đổi mới (2005)